# Yermenonville
Yermenonville település Franciaországban, Eure-et-Loir megyében. Lakosainak száma 624 fő (2022. január 1.). Yermenonville Bailleau-Armenonville, Gas, Houx, Mévoisins és Saint-Piat községekkel határos.

## Népesség
A település népessége az elmúlt években az alábbi módon változott:
| Lakosok száma | 240  | 401  | 492  | 588  | 569  | 590  | 597  | 598  | 599  | 624  |
|               | 1968 | 1982 | 1990 | 2006 | 2013 | 2015 | 2017 | 2019 | 2020 | 2022 |